# النور انگلستان، کنتس بار
النور انگلستان، کنتس بار (انگلیسی: Eleanor of England, Countess of Bar؛ ۱۸ ژوئن ۱۲۶۹ – ۲۹ اوت ۱۲۹۸ (aged 29)) آریستوکراسی (طبقه) اهل پادشاهی انگلستان بود.